# Mitsouko

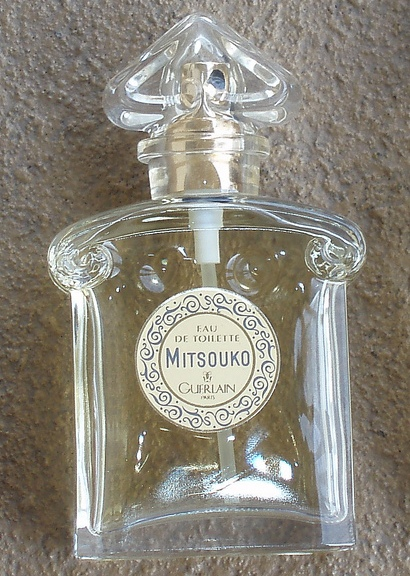
Mitsouko

Mitsouko（ミツコ）とは、1919年にフレグランスの老舗ゲランによって発売された香水。
分類はシプレー系。スパイシーフローラル調。トップノート（香り初め）は柑橘系のベルガモット、ミドルノート（基調）は甘いローズ、ジャスミン、ピーチ、ラストノート（底調）はオークモス、ベチバー、シダーウッド、ブラックペッパー、シナモン、アンバーグリス。

## 誕生の経緯
調香師ジャック・ゲランが、親交のあった作家クロード・ファレール（本名フレデリック・シャルル・ボルゴーヌ）が小説の中でゲランの香水を取り上げた礼に、ファレールの『ラ・バタイユ』のヒロインである日本海軍大将夫人ミツコの名を冠して作った香水。
1909年に発表された『ラ・バタイユ』は、年の離れた厳格な海軍大将の妻として暮らしている年若く魅力的な貴婦人ミツコが、快活な若い英国海軍士官と恋に落ちるが不倫の愛を潔しとせず彼を拒むという筋。
師にあたるピエール・ロティのエキゾティスム文学の流れを引く恋愛作品だが、現代はロティの亜流という評価が強く本国でもマイナーな作品となっている。
ジャック・ゲランとほぼ同時代にヨーロッパ社交界で活躍した日本人女性クーデンホーフ伯爵夫人光子が香水の名前の由来とされているのは誤りである。
調香したジャック・ゲランはゲランの創業者ピエール・フランソワ・パスカル・ゲランの息子エメの甥で、最も偉大な調香師の一人として名高い。
ジャック・ゲランの生み出した香水は「リュ」「ルール・ブルー」「シャリマー」「夜間飛行 (香水) 」など、現代でも広く愛される名品揃いだが、ジャックに才能を見いだされた孫のジャン・ポール・ゲラン、ジャン・ポールに師事しゲラン一族以外で初のゲラン「グローバル大使」に任命されたロジャ・ダブが共に、「Mitsouko」をゲランを代表する香水と推している。

## 特徴
シプレー系香水の生みの親である1917年に発売されていたコティ社の「シープル」の影響を強く受けた香水の一つだが、「シープル」の革や煙草を思わせるハードな調合に対して、Mitsoukoは「アルデヒドC14」ことγ-ウンデカラクトンの甘い桃の香りを存在感のあるオークモスと温かみのあるパチュリーに合わせて官能的だが媚びない気品のある印象を生み出している。
アルデヒドC14を初めて使った香水としても有名。
女性名を冠する香水だが、他の多くのシプレー系と同様に男女共に使うことができる。
有名人でも、喜劇王チャーリー・チャップリンから、1930年代のアメリカのセックスシンボル「プラチナブロンド」ジーン・ハーロウまで男女問わず愛用者は多い。
Mitsoukoの影響を受けたとされる香水にはロシャスの「ファム」、バレンシアガ社の「カドリーユ」、イヴサンローラン社の「イヴレス」、ザ・パーティー社の「ザ・パーティー」などが挙げられる。

## 逸話
2002年にゲランの社長フィリップ・ゲラン自身が、光子夫人がMitsoukoの由来になったかという吉田直哉の質問に対して、ジャック・ゲランが実在人物をモデルにした可能性をはっきりと否定している。
- チャーリー・チャップリン、イングリッド・バーグマン、アナイス・ニンが好んだ香水として知られる。
- ロシアバレエ団の創設者であるセルゲイ・ディアギレフは、公演旅行に必ずMitsoukoを携え、緞帳に香りを付けていたという逸話で知られる。
- フランスのポップミュージックグループ、レ・リタ・ミツコ (Les Rita Mitsouko)の名前の由来になっている。

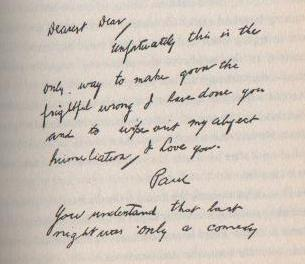
ポール・バーンの実際の置手紙。

- アメリカの名女優ジーン・ハーロウが愛用していたことで知られる。ジーン・ハーロウの2番目の夫であったポール・バーンは、1932年9月5日離婚に際して全身に妻の愛用していたMitsoukoを浴びて以下の有名な遺書を残して浴室で拳銃自殺した。